# Априје
Априје (фр. Apprieu) насеље је и општина у источној Француској у региону Рона-Алпи, у департману Изер која припада префектури Ла Тур ди Пен.
По подацима из 2011. године у општини је живело 3121 становника, а густина насељености је износила 206,83 становника/km². Општина се простире на површини од 15,09 km². Налази се на средњој надморској висини од 489 метара (максималној 773 m, а минималној 371 m).

## Демографија
| 1962. | 1968. | 1975. | 1982. | 1990. | 1999. | 2011. |
| ----- | ----- | ----- | ----- | ----- | ----- | ----- |
| 1.448 | 1.478 | 1.539 | 1.770 | 2.426 | 2.528 | 3.121 |

График промене броја становника у току последњих година